# Parafia Matki Bożej Nieustającej Pomocy w Dobkowicach
Parafia Matki Bożej Nieustającej Pomocy w Dobkowicach – parafia rzymskokatolicka, znajdująca się w archidiecezji przemyskiej, w dekanacie Pruchnik. 

## Historia
Po II wojnie światowej dawną cerkiew w Dobkowicach zaadaptowano na kościół filialny. W 1962 roku kościół wyremontowano i przedłużono. W latach 1947, 1954 i 1958 wierni kierowali do Kurii Biskupiej prośby o utworzenie w Dobkowicach samodzielnej parafii. 
15 czerwca 1979 roku dekretem bpa Ignacego Tokarczuka została erygowana parafia, z wydzielonego terytorium parafii Łowce. 
Gdy kościół okazał się za mały na potrzeby wiernych, podjęto decyzję o budowie nowego kościoła. 3 października 1987 roku bp Bolesław Taborski poświęcił plac pod budowę kościoła. W latach 1988–1992 zbudowano murowany kościół, według projektu arch. mgr inż. Romana Gorczycy. 18 października 1992 roku abp Ignacy Tokarczuk poświęcił nowy kościół.
Na terenie parafii jest 918 wiernych.
Proboszczowie parafii:
1979–1986. ks. Stanisław Kostur.
1986–2001. ks. kan. Roman Mroszczyk.
2001–2010. ks. kan. Jan Turczyn.
2010–2013. ks. Tadeusz Rząsa.
2013–2020. ks. kan. Eugeniusz Niezgoda.
2020–2022. ks. Bogdan Kupczyk (administrator).
2022– nadal ks. ks. dr Tomasz Bednarz.